# Festa do Charolo
A Festa do Charolo ou Festa de São Gonçalo é celebrada todos os anos na aldeia de Outeiro, no concelho de Bragança.
A festa começa com uma dança ao som de gaiteiros da terra, em que os homens erguem uma rosca na mão. Quando a dança termina, as roscas são partidas e divididas pelas pessoas que assistem à festa.
Depois segue-se o leilão de roscas tradicionais dispostas no Charolo (um andor decorado com cerca de duas centenas de pães doces), que são leiloadas por 10 mordomos da festa.
Terminado o leilão mordomos e populares vão entregar a festa às pessoas que, no ano seguinte, ficam encarregadas de organizar a festa.
Depois segue-se a “pandorcada”, em que população local segue a dançar de porta em porta, e em cada casa a que vão lhes é oferecido "comes e bebes" tradicionais.